# Parròquia de Virga
La Parròquia de Virga (en letó: Virgas pagasts) és una unitat administrativa del municipi de Priekule, al sud de Letònia. Abans de la reforma territorial administrativa de l'any 2009 pertanyia al raion de Liepaja.

## Pobles, viles i assentaments
- Paplaka (centre parroquial)
- Paplaka estació
- Purmsāti
- Virga

## Hidrografia

### Rius
- Vārtāja
- Birztala
- Braucupe
- Birztala
- Virga
- Melnupe
- Lašupe

Niedrupe

### Llacs
- Pantà Prūšu